# Bihary Gábor
Bihary Gábor (Budapest, 1970. október 2. –) visszavonult magyar politikus, okleveles közigazgatási szakértő. 1994 és 2006, valamint 2009 és 2014 között a Fővárosi Közgyűlés tagja, 2010 és 2012 között a Régiók Bizottsága magyar delegációjának vezetője.

## Életpályája
Az óbudai Árpád Gimnáziumban érettségizett, majd a Budapesti Közgazdaságtudományi Egyetemen folytatott területfejlesztési, környezetvédelmi, illetve politikatudományi szakterületen tanulmányokat, majd a Nemzeti Közszolgálati Egyetem közigazgatási mesterképzésén szerzett diplomát.
1989-ben, Nagy Imre lemondása után, a Demisz nyolctagú vezetőségének tagja, majd a Magyar Szocialista Párt egyik legfiatalabb alapító tagja, valamint az 1990-es MSZP-kongresszus legfiatalabb küldöttje volt. 1992-1994, illetve 2006-2008 között a párt országos választmányának tagja, 2014 szeptemberétől 2016-ig a választmány elnökhelyettese.
1994-ben a Fővárosi Közgyűlés tagjává választották, a testület legfiatalabb tagjaként. A városfejlesztési és városképvédelmi bizottság tagja volt, illetve 2002 és 2006 között az európai integrációs és külügyi bizottság elnöki tisztét töltötte be, ilyen minőségében az Európai Unióhoz való csatlakozás fővárosi feladatait készítette elő. A 2006-os önkormányzati választáson nem jutott be a Fővárosi Közgyűlésbe.
1998-ban az óbudai képviselő-testület tagjává választották, egyéni képviselőként. 1999 és 2002 között a helyi MSZP-frakciót vezette. 2002-ben az MSZP, a Szabad Demokraták Szövetsége és a Centrum Párt közös óbudai polgármesterjelöltje volt, de alulmaradt a hivatalban lévő Tarlós Istvánnal szemben. 2002 és 2003 között Óbuda-Békásmegyer alpolgármestere volt. A 2006-os önkormányzati választás után több helyi MSZP-s önkormányzati képviselő távozott a Magyarországi Szociáldemokrata Pártba, az így négyfősre csökkent MSZP-frakció vezetőjévé választották.
2003-ban tagja lett az Európai Unió Régiók Bizottságának (emiatt lemondott alpolgármesteri címéről), majd 2004-ben a magyar delegáció helyettes vezetőjévé választották. Két évvel később a Régiók Bizottságának elnökségi tagja lett, valamint a pénzügyi és adminisztratív bizottság első alelnökévé választották. 2007-ben a Bizottságban az Európai Szocialisták Pártjának egyik frakcióvezető-helyettese lett, tisztségénél fogva az európai párt tanácsába is bekerült. 2010 elején a magyar delegáció vezetőjévé és a belső pénzügyi és adminisztratív ügyekkel foglalkozó bizottság (CAFA) elnökévé választották. Delegációvezetői tisztségét 2012-ig viselte.
2009-ben a lemondott Kivágó Iván Györgyné helyére Biharyt jelölték a Fővárosi Közgyűlésbe, aki júniusban vette át mandátumát, ezzel biztosítva az MSZP és az SZDSZ többségét a Közgyűlésben. A 2010-es önkormányzati választáson az MSZP óbudai polgármester-jelöltje volt, ahol alulmaradt a Fidesz–KDNP által újrajelölt Bús Balázs polgármesterrel szemben. Mivel mind az óbudai képviselő-testületbe, mind a Fővárosi Közgyűlésbe (itt visszalépések után) listáról került be, lemondott óbudai mandátumáról. A közgyűlésben a jogi, ügyrendi, kisebbségvédelmi és vagyonnyilatkozat-ellenőrző bizottság alelnöke lett. 2014-ben nem indult a választásokon, így megszűnt önkormányzati képviselői megbízatása és tagsága a Régiók Bizottságában. Utolsó párttisztségéről (az MSZP Választmányának elnökhelyettesi posztjáról) 2016-ban köszönt le.